# 扇車

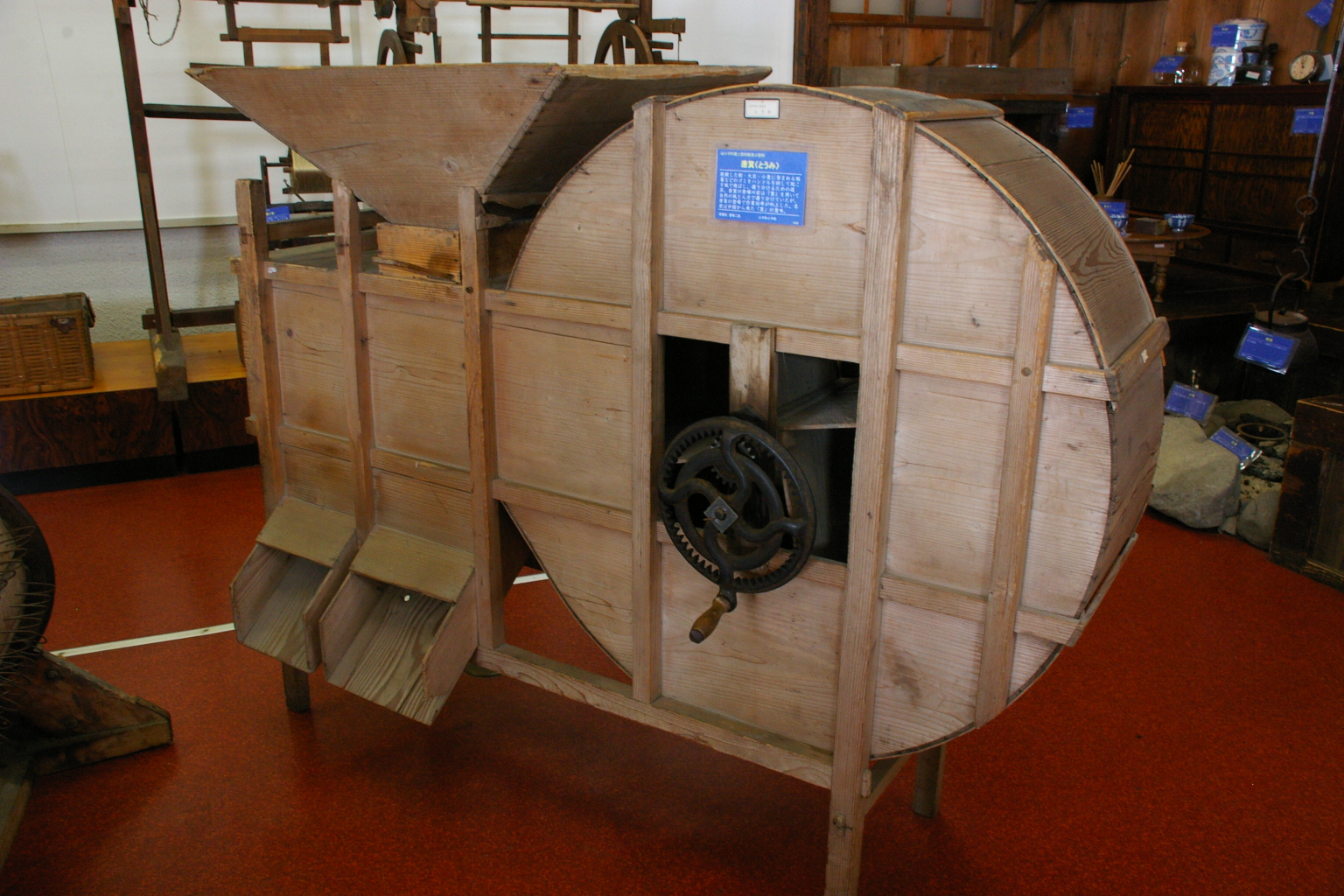
扇車

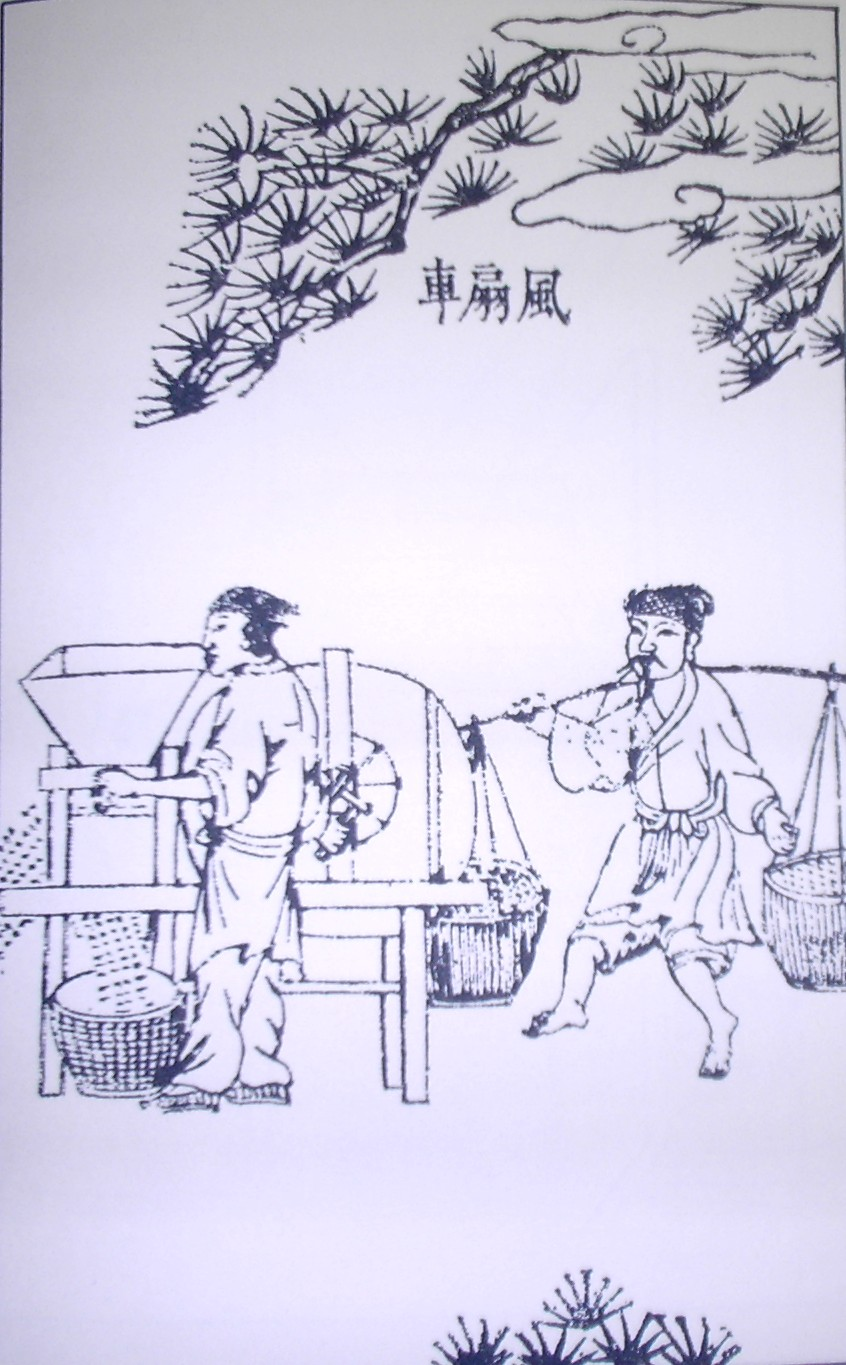
《天工開物》的扇車插圖

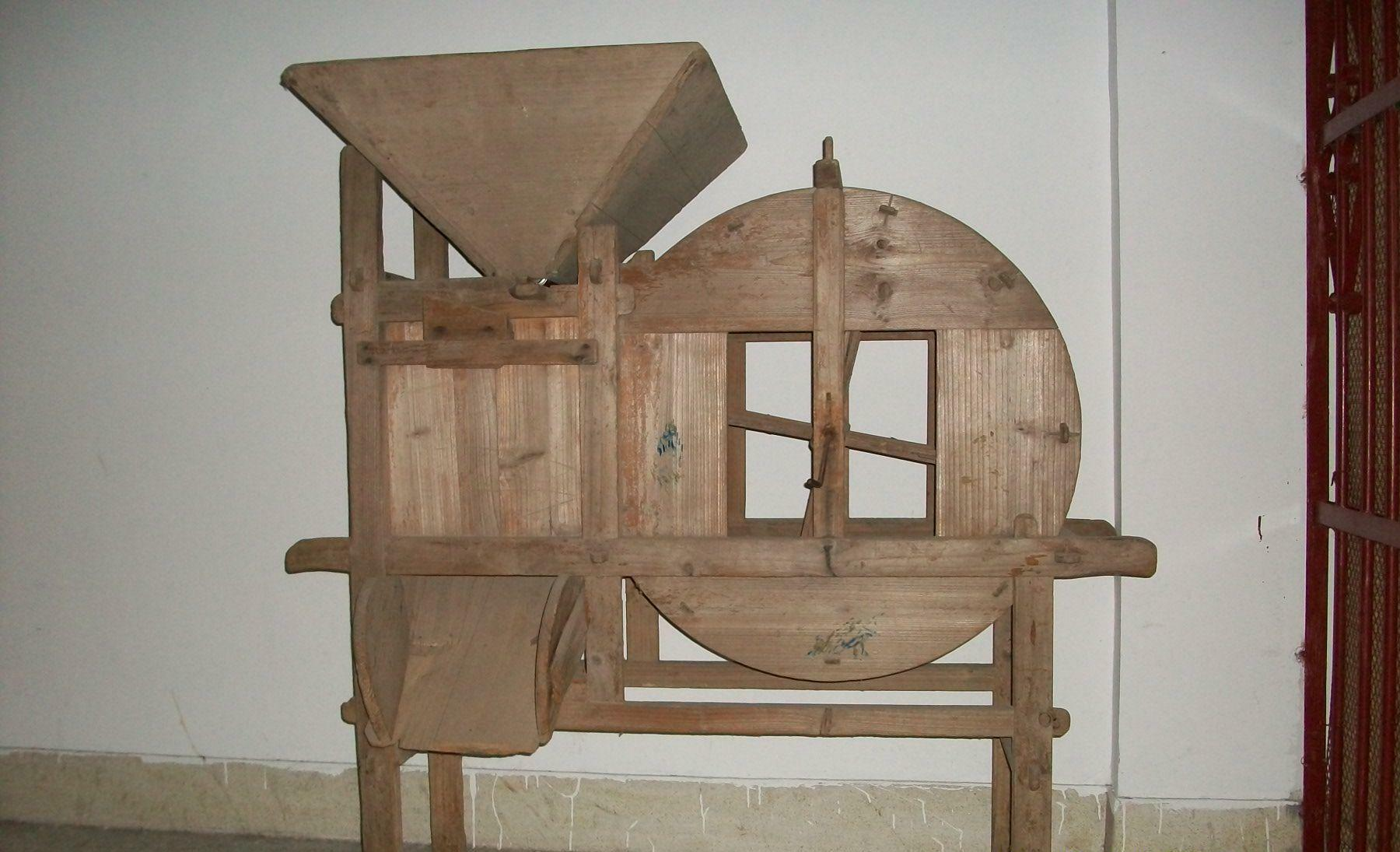
扬去干瘪谷粒的风鼓

扇車，又稱 風扇車、風鼓(車)、颺車、揚榖機、旋轉式風扇車，（亦有“风车”这种简称），是用来分离收割稻谷裡掺混杂物的机械。源自中國的用氣流的傳統農業機械，发明于汉朝。
使用扇车前，要先经过打谷机使稻穗上的谷粒脱落，再将稻谷放入其漏斗状的入口，摇动风鼓箱，吹出茎、叶、虫、尘土等杂物，通过产生的风力来筛选出完整干净而较重的稻谷。（此时，一般谷壳仍在其上，还要经过礱穀機的工序。）

## 历史
在很早的时候人们就会在有风的时候通过将谷物抛至空中对谷物进行筛选，但这种方法受制于天气情况。在公元前2世纪左右， 人们发明了风扇车。
最早記載見於西漢揚雄的《急就篇》，漢墓中也有陶風車的出土。扇車以後被廣泛使用，成為穀物加工中最重要的工具。
《武經總要前集》繪有一個以軸上曲柄轉動的風扇車。
王禎《農書》和宋應星《天工開物》繪有用於去除稻麥殼的風扇車。《天工開物》則繪有閉合式的風扇車，機械內部扇葉裝於輪軸，輪軸上亦裝曲柄連桿，在裝有輪軸、扇葉板和曲柄搖手的右邊，是一個特製的圓形風腔。曲柄搖手的周圍圓形空洞為進風口，左邊有長方形風道為出風口。人以腳踏連桿或手搖使輪軸轉動，可產生強氣流，旋轉鼓風四面流動，使來自漏斗的稻穀通過斗閥穿過風道，飽滿結實的穀粒落入出糧口，而糠雜物則沿風道隨風一起飄出風口。這種閉合式的風車，一直沿用至今日的偏僻農村之中。台灣農村依然可見到。
李約瑟博士認為，中國旋轉式風扇車的一個驚人特點，是進氣口總是位於風腔中央，因而它是所有離心式壓縮機的祖先。
这种技术在1700年至1720年间通过各种方式传播到了欧洲，并有欧洲的工程师对原来的风扇车做出了一些改进，对欧洲的筛谷方法产生了一定的影响。